# Галин, Лев Александрович
Га́лин Лев Алекса́ндрович (15 (28 сентября) 1912 года, Богородск Горьковской обл. — 16 декабря 1981 года, Москва) — советский учёный-механик, член-корреспондент АН СССР (1953).

## Биография
Родился в семье инженера кожевенного завода. Из-за непролетарского происхождения не смог поступить в вуз. Учился заочно в Московском институте кожевенной промышленности, окончил институт в 1939 году с отличием по специальности «механическое и энергетическое хозяйство предприятий легкой промышленности», специализация «обувное производство». Во время учёбы работал библиотекарем (1931—1939). В 1937—1940 годах — младший научный сотрудник ЦНИИ кожевенной промышленности.
Ещё студентом занялся решением задач теории упругости. В 1939 году в журнале «Прикладная математика и механика» опубликовал первую научную статью.
Первые успехи на научном поприще позволили ему поступить в аспирантуру Института механики АН СССР, которую он успешно окончил (1942) с защитой кандидатской диссертации «Методы решения смешанных задач теории упругости и задач упруго-пластического кручения стержней полигонального сечения», научный руководитель С. Г. Михлин. Позже учился в докторантуре Института механики АН СССР (1942—1946). Ученик Н. Е. Кочина и Н. И. Мусхелишвили.
В ноябре — декабре 1941 года участвовал в строительстве оборонительных сооружений на подступах к Москве. В 1942—1944 годах находился в эвакуации в Казани вместе с Институтом механики АН СССР.
С 1946 года — старший научный сотрудник Института механики АН СССР, зав. отделом там же (1950—1952, 1961—1965). Доктор наук (1947). Начальник отдела прочности п/я 975 Минсредмаша (1952—1960). Участвовал в работах по созданию ядерного оружия.
С 1965 года — в Институте проблем механики АН СССР, заведующий отделом механики вязкоупругих и дисперсных сред.
С 1956 года — профессор Московского университета, преподавал на кафедре теории пластичности механико-математического факультета (1955—1981). Возглавил и развивал научное направление по контактным задачам теории вязкоупругости. Среди его воспитанников — И. Г. Горячева.
Педагогическую работу вёл также в Военно-воздушной инженерной академии им. Н. Е. Жуковского.
Вошёл в Первоначальный состав Национального комитета СССР по теоретической и прикладной механике (1956).
Основные труды по теории упругости, по решению упруго-пластических задач, а также исследования по газовой динамике, теории фильтрации жидкостей, кавитации. Им совместно с Г. П. Черепановым была предложена теория самоподдерживающегося разрушения в перенапряжённых высокопрочных хрупких материалах, горных породах и др. Волна разрушения такого рода аналогична детонационной волне: самоподдерживающийся режим её распространения осуществляется из-за перехода потенциальной упругой энергии в кинетическую.
Главный редактор журнала «Прикладная математика и механика» (1959—1981), ответственный секретарь журнала (1950—1959).

Могила на Кунцевском кладбище

Умер от переохлаждения в результате несчастного случая. Похоронен на Кунцевском кладбище, 10 участок (новая территория).

## Награды
- Медаль «За оборону Москвы» (1945)
- Медаль «За доблестный труд в Великой Отечественной войне» (1946)
- Медаль «За трудовую доблесть» (1953)
- Орден Ленина (11 сентября 1956 года) за создание термоядерной бомбы
- Орден Трудового Красного Знамени (1954, 1972, 1979)
- Государственная премия СССР (1986, посмертно)

## Память
С 20 по 21 сентября 2012 года, в Москве проводилась Международная конференция «Современные проблемы механики контактного взаимодействия», посвящённая 100-летию Л. А. Галина.